# イオンタウン各務原
イオンタウン各務原（イオンタウンかかみがはら）は、岐阜県各務原市蘇原花園町にあるイオングループのショッピングセンターである。イオンタウンが運営する。

## 概要
2000年（平成12年）7月28日にロック開発株式会社が、マックスバリュ各務原店を核店舗として、オープンモール型ショッピングセンター・ロックタウン各務原を開業。
2011年（平成23年）9月1日にはイオン株式会社がロック開発株式会社のすべての株式を取得・100%子会社化して社名をイオンタウン株式会社に変更するとともに、施設名のロックタウン各務原をイオンタウン各務原に改称した。

## 沿革
- 2000年（平成12年）7月28日 - マックスバリュを核店舗としたロックタウン各務原開業[1]。
- 2011年（平成23年）9月1日 - ショッピングセンターの名称を「イオンタウン各務原」に変更。[要出典]

## 交通アクセス

### 自家用車
- 国道21号（那加バイパス）「那加大東町」交差点を北へ約1.5km。

### 公共交通機関
- 各務原市ふれあいバス：那加線、東西線「イオンタウン前」バス停下車。
- 名鉄各務原線 各務原市役所前駅より徒歩で約15分。